# Monoski
 (août 2024).
Si vous disposez d'ouvrages ou d'articles de référence ou si vous connaissez des sites web de qualité traitant du thème abordé ici, merci de compléter l'article en donnant les références utiles à sa vérifiabilité et en les liant à la section « Notes et références ».
 (août 2020).

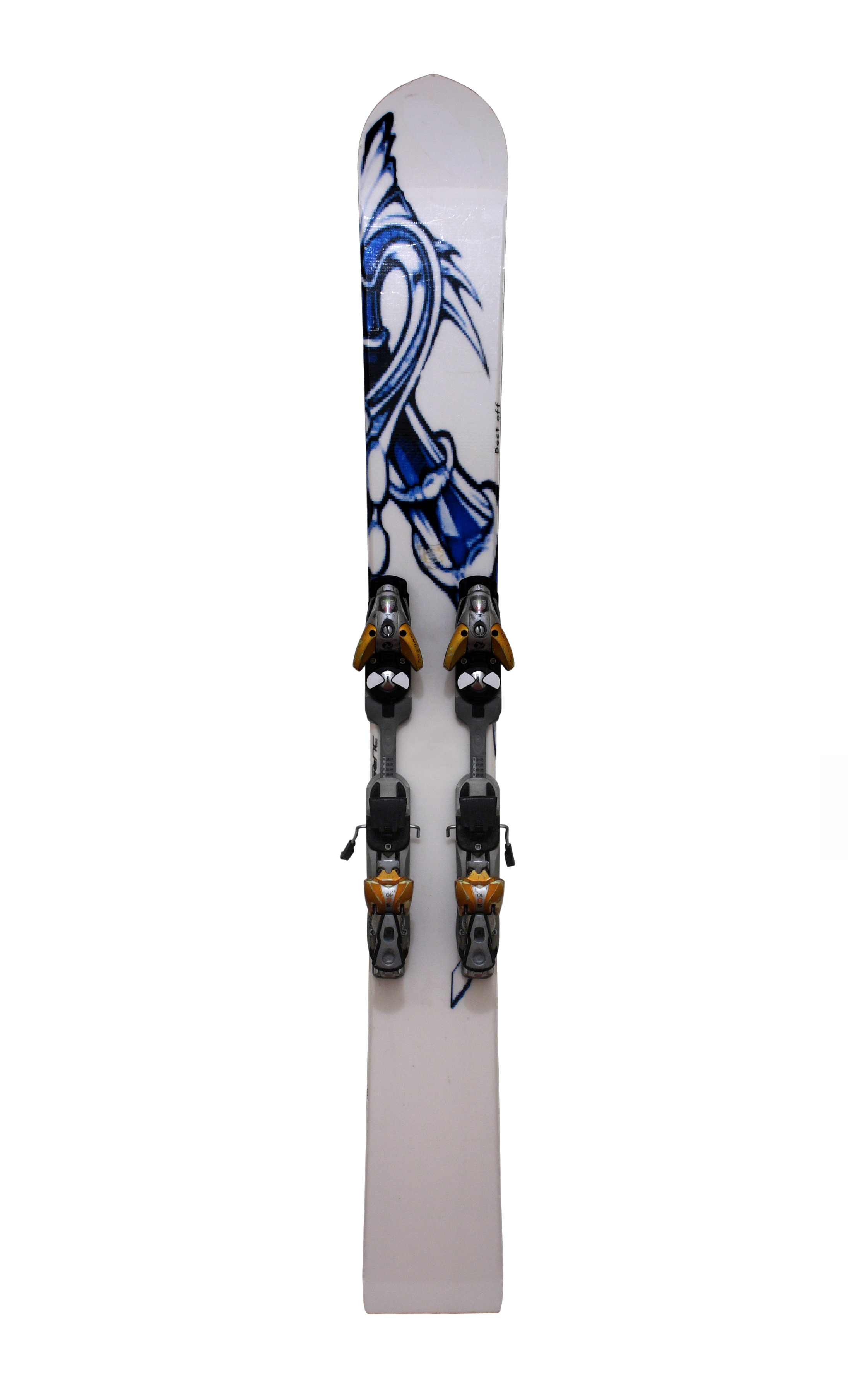
Un monoski Duret Best-off

Le monoski est une forme de ski, et le nom de la planche utilisée pour pratiquer ce sport.
Les deux pieds y sont attachés sur une seule et même planche, plus facilement comme au snowboard, au monoboard ou au skwal. Sur un monoski, les pieds sont côte à côte et pointent dans la même direction que la planche. On utilise des fixations standard de ski ou de type snowboard alpin fixes. Le monoski se pratique avec des bâtons de ski, et la position sur la planche est à l'identique du ski traditionnel : face à la pente.
Le monoski est une planche polyvalente, adaptée aussi bien à la neige poudreuse qu'aux champs de bosses.

## Historique
Le monoski a été inventé en 1961 par Jacques Marchand, quelques années avant le snowboard. Après une période initiale de relative popularité vers la fin de la décennie 1970 et 1980 (notamment due à quelques précurseurs aux États-Unis, comme Mike Doyle), l'intérêt pour le monoski a décliné en faveur du snowboard. Cependant le monoski est toujours pratiqué par une petite communauté d'adeptes fervents.
Il fut importé en France en 1978, dans la vallée de Chamonix où quelques passionnés vont tester les premiers en France ces nouvelles planches. Au printemps 1978, Maritxu Darrigrand, la compagne d'Yves Bessas, importe en France les deux premiers « Bahnes » que lui a confiés Mike Doyle. Philippe Lecadre, Alain Revel puis Pierre Poncet, des chamoniards, testent le Single-Ski et deviendront plus tard les gourous du mouvement de « La Glisse ». Dans la saison, un producteur du Jura, commence à produire des répliques sous l’appellation : « Petite Jeannette ». Ces répliques ont été créées par l’association Namaste de Philippe Lecadre et Alain Revel pour la promotion du monoski.
En 1980, c’est la société de Haute-Savoie Duret qui produira industriellement le premier monoski appelé le « Pierre Poncet ». L’entreprise Iséroise, Rossignol, lancera sous l’impulsion de Gilles Szekely ses propres modèles à partir de 1981 (Monoski : « Soleil »).
En France, le monoski devient un phénomène de mode et de nombreuses marques suivent le mouvement. La première compétition de monoski se déroulant en France, a lieu aux Arcs en Tarentaise en 1983. En 1984, l’entreprise Rossignol invente une nouvelle forme de monoski accessible aux débutants : Le Pintail. L’année suivante, Duret produit alors le Panam sur la même base : le monoski à une spatule large et arrondi, et est effilé vers l’arrière. L'ensemble des entreprises de skis se mettent alors à produire des Pintails.
Par la suite, une grosse amélioration, sera apportée au monoski dit Pintail, Chez Duret, on creusera une pointe en V inversé à l'arrière du Pintail afin d'améliorer ses qualités en hors pistes et en poudreuse dite profonde (au-delà de 50 cm de profondeur). Ce monoski portera le nom de Queue d’hirondelle. Le monoski Queue d'hirondelle est un monoski de très haute technicité.
Au niveau du cinéma et de la télévision, la série des films Apocalypse Snow 1, 2 et 3 sera un déclencheur de vocations pour beaucoup, dans les années 1980. Cette série de films mythiques montre des « méchants » monoskieurs, chassant un « gentil » snowboardeur à la recherche de l’esprit de la glisse.
En 1985 à Chamonix, Fred vaillant, Luc Parizet et Benoit Serrell lancent le « Bebop », un monoski haut de gamme sur mesure. Parallèlement, de nouvelles compétitions monoski apparaissent. Le premier derby de monoski est organisé à Vars dans les Hautes Alpes. Puis le Mémorial Joël Géry organisé à Chamonix deviendra le plus populaire, jusqu’à la création du Derby de La Meije organisé à La Grave, dans les Hautes-Alpes en 1989.
En 1986, le premier championnat de France est organisé avec la FFS. L’entreprise Nitro développe le Cham avec trois flexs différents. Ce monoski est extrêmement étroit et dispose d’une spatule très pointue. Le Bebop comme le Cham seront deux énormes succès commerciaux.
En 1986, les ventes de monoskis pour un total estimé de 120 000 ventes sont les suivantes :
- Duret : 60 000 unités
- Rossignol : 10 000 unités
- Head (marque) : 2 000 unités
- Look : 2 000 unités
- Autres fabricants : 46 000 unités

Le monoski est alors devenu un phénomène de masse en France et commence à gagner l’Europe. Des équipements spéciaux sont installés par les exploitants des remontées mécaniques (casiers spéciaux dans les bennes des télécabines).
En 1988, les épreuves de vitesse s’ouvrent au monoski avec le record mondial établi à 180 km/h de V. Guinchard. Malgré tout, le monoski a du mal à trouver sa place auprès du grand public. Sa pratique parait demander plus de technique que les autres glisses de l’époque (ski et snowboard). Le snowboard se répand en parallèle et les deux activités ont du mal à cohabiter auprès des distributeurs et de l’industrie. C’est le début du déclin du monoski.  En 1989, les derbys et les compétitions uniquement monoski sont arrêtés. Pourtant, Jean-Phi Thevenod chez Duret crée le World Cup. Ce monoski est effilé vers l’arrière, creusé au centre avec une spatule en double arcs pointus. 
Look cesse en 1993 la fabrication de monoski, puis l’arrêt de la production est également décidé chez Blizzard, Tua, Dynamic et même Dynastar. L’entreprise Duret quant à elle réduit sa gamme. Le snowboard connaît alors des ventes en très forte hausse aux États-Unis, en Europe et au Japon.
En 1995, Rossignol produit son dernier monoski : l’Extrême. L’entreprise Freesurf fabrique un monoski tout bois de faible épaisseur, dont les virages sont faciles à déclencher et la pratique très agréable. En 1997, Whiteknuckle crée un monoski parabolique basé sur un moule de Pintail. L’entreprise Nord-américaine Snowshark crée également un monoski parabolique : le TigerShark.
Rossignol, l’une des entreprises historiques vend en 1999 ses derniers stocks et arrête la production. En 2003, l'usine Duret d'Habere Lullin ferme.

## Compétitions récentes
En avril 2006, le nouveau record du monde de vitesse en monoski est établi par Xavier Cousseau à 212,30 km/h. À ce jour (2023) ce record tient toujours. Depuis quelques années Xavier tente de battre son propre record lors des Speed Master à Vars.
Un autre Xavier se distingue en monoski, depuis 1997, Xavier Duret gagne presque tous les Derbys de la Meije en se classant dans les dix premiers au scratch général toutes catégories. Il gagne également beaucoup d'autres Derbys sur le circuit du Trophée des Derbys.
Depuis quelques années Sébastien Chadaud et surtout Freddy Quenet s'invitent régulièrement aux côtés de Xavier sur les podiums des compétitions de Monoski.
En 2013, l'Association Française de Monoski en collaboration avec l'ESF de Montgenèvre va créer la première coupe d'Europe de Monoski amateur dans la station de Montgenèvre. Cette coupe d'Europe se décompose en deux épreuves : un slalom géant et un derby: 120 monoskieurs de toute l’Europe participeront en 2013. Le premier Champion d'Europe homme sera : Sébastien Chadaud, la première femme, Thérèse Macquart et le premier enfant, Guillaume Fabre.
En 2014 c'est aux Sept Laux que se déroule la deuxième coupe d'Europe. Le Champion d'Europe cette année-là est de nouveau Sébastien Chadaud et le premier enfant, Neal Quenet
En 2015 c'est la station de Tignes qui accueille la troisième Coupe d'Europe. Le champion d'Europe est alors Freddy Quenet, la première femme : Nadine Quenet, et le premier enfant : Neal Quenet.